# Zorkij (aparat fotograficzny)

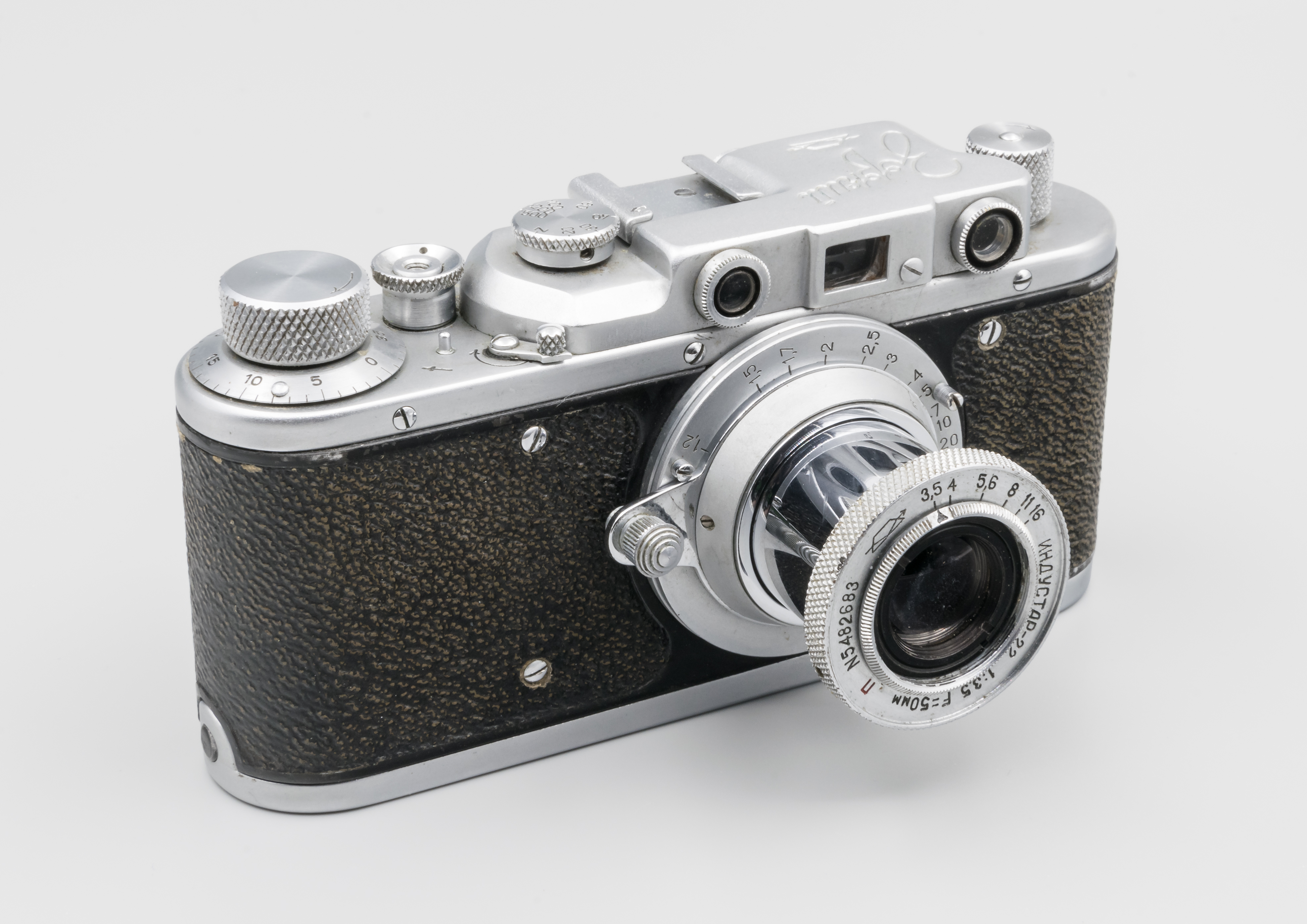
Zorki 1

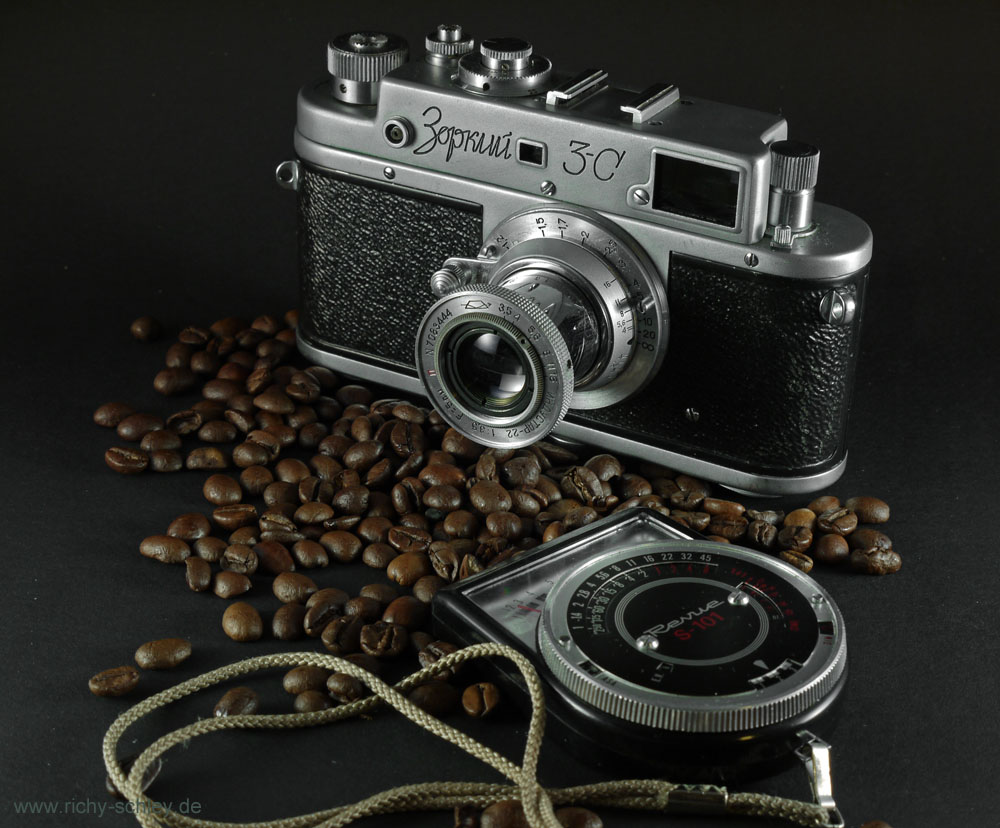
Zorki 3-C

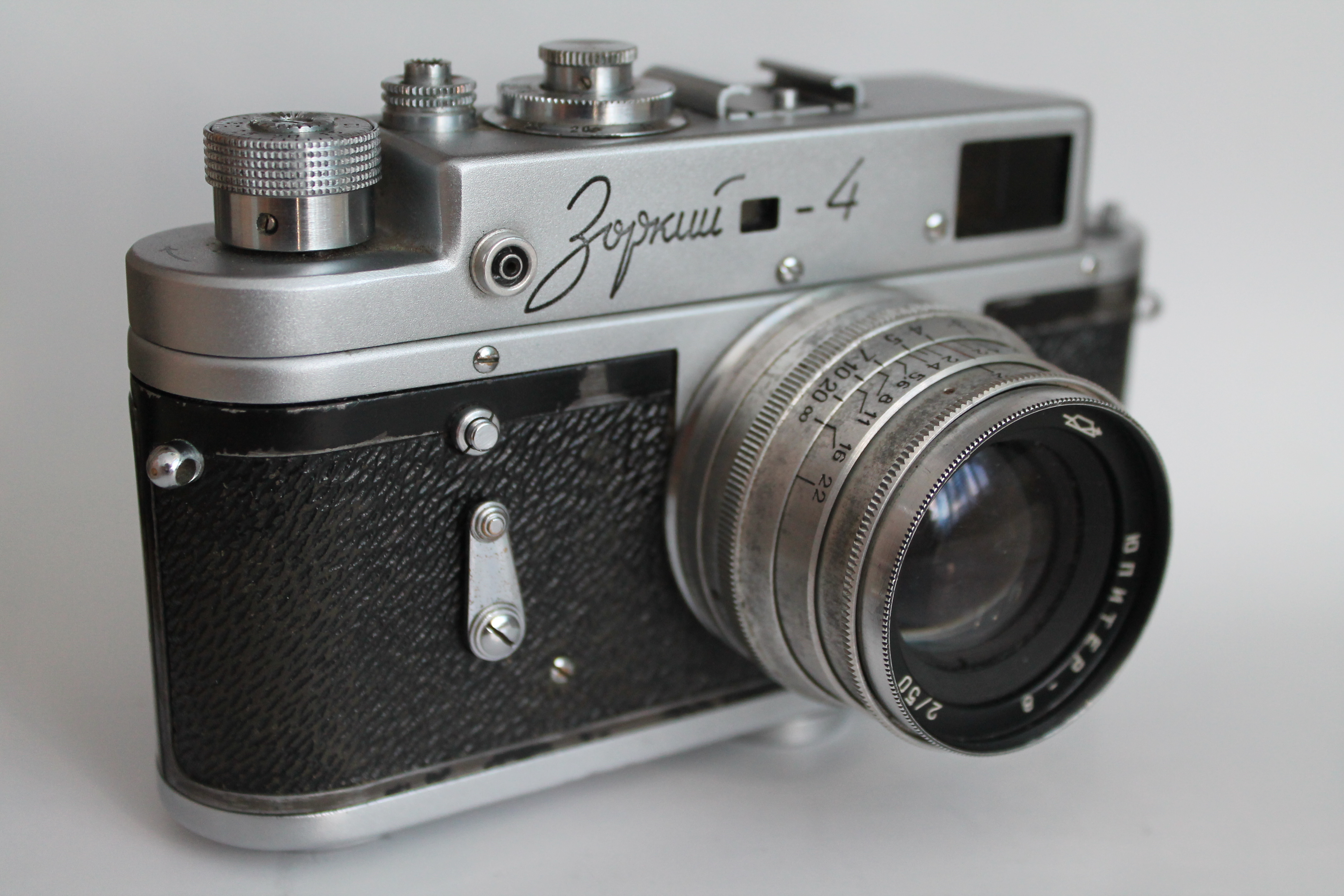
Zorki 4 z 1963 roku

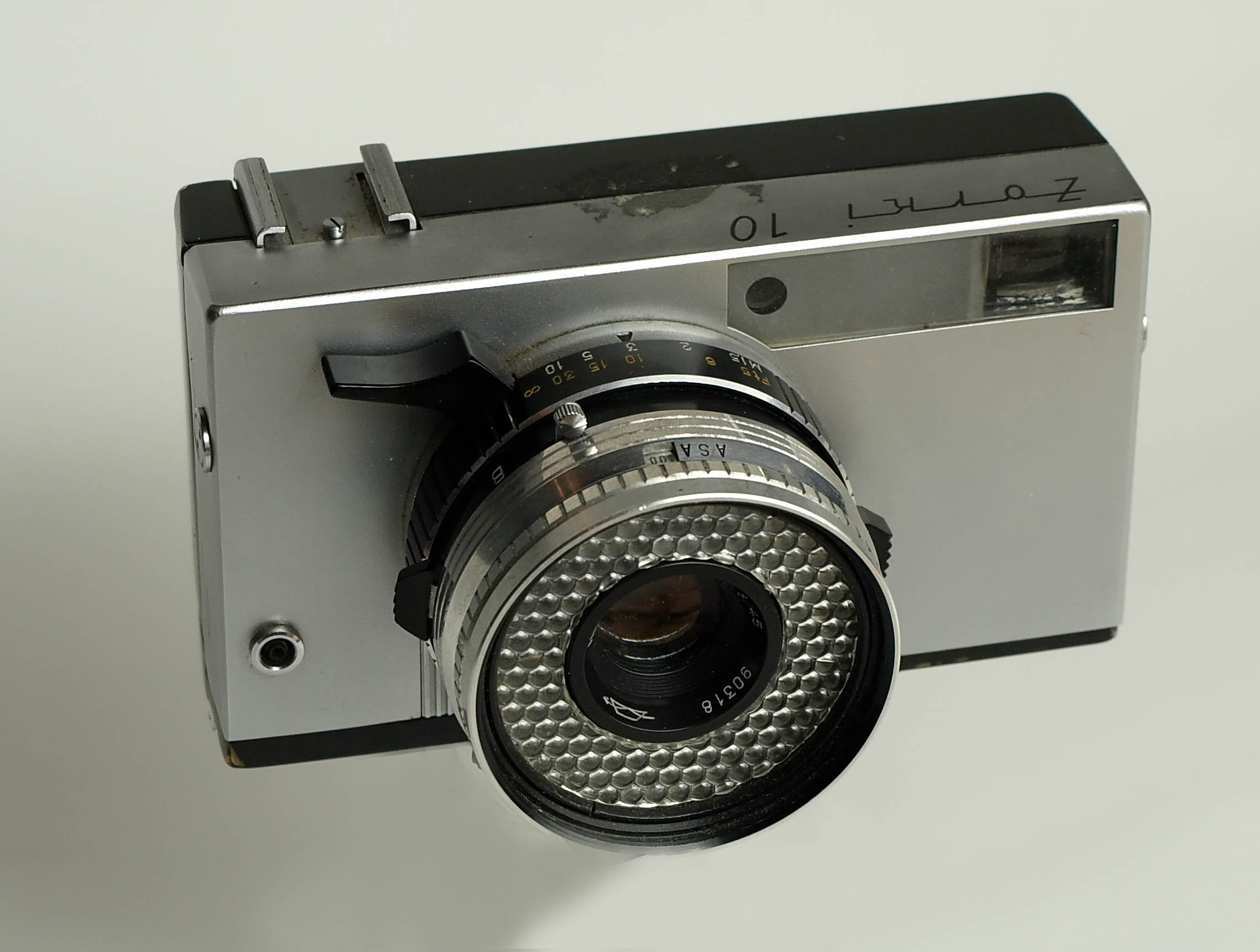
Zorki 10

Zorkij (ros. Зоркий), zwany także Zorki, popularnie Zorka – radziecki aparat dalmierzowy będący kopią aparatu Leica.
Seria aparatów Zorkij była jednym ze sztandarowych produktów Krasnogorskich Zakładów Mechanicznych, wytwarzanym w latach 1948-1980. Większość modeli była pochodnymi aparatu Leica II, unowocześnianymi z czasem, zarówno pod względem osiągów technicznych, łatwości obsługi i wzornictwa. Produkowano zarówno aparaty dedykowane zawodowym fotografom (np. Zorkij 4) jak i amatorom (np. Zorkij 6). Na podstawie konstrukcji aparatu stworzono lustrzankę jednoobiektywową Zenit.

## Modele aparatów
- Zorki 1 (1948–1956)
- Zorki 3 (1951–1954)
- Zorki 2 (1954–1956)
- Zorki 3M (1954)
- Zorki S (1955–1958)
- Zorki 2S (1955–1960)
- Zorki 3S (1955–1956)
- Zorki 4 (1956–1973)
- Zorki 35M (prototyp 1969)[2]
- Zorki 5 (1958–1959)
- Zorki Mir (1959–1961)
- Zorki 6 (1959–1966)
- Zorki 10 (1964-1977)
- Zorki 11 (1964-1968)
- Zorki 12 (1967-1968)
- Zorki 4K (1973–1980)

### Zorkij 1/2
Pierwszy model Zorkij był niemal identyczny z aparatem FED, którego produkcję w trakcie II wojny światowej ewakuowano z Charkowa do Krasnogorska (natomiast FED był kopią niemieckiego aparatu Leica II). Różnice między Zorkij a FED-em objawiały się przede wszystkim jakością wykonania (z przewagą w Zorkij), możliwością wpięcia wężyka spustowego, oraz zastosowaniem zmodernizowanego obiektywu Industar- 22 3.5/50. Na jego podstawie produkowano pierwsze modele aparatu Zenit. Długość czasów otwarcia migawki (kurtynowej, płóciennej o przebiegu poziomym), pozostała identyczna jak w kamerze FED (tj. od 1/500 do 1/25). Aparat produkowano w latach 1948-1956. W 1954, doczekał się modelu pochodnego, Zorkij 2, różniącego się dodanym samowyzwalaczem i uszkami do paska.

### Zorkij S/2S
Zmodernizowana wersja modelu pierwszego, produkowana w latach 1955-1958. Różniła się dodanym gniazdem do synchronizacji z lampami błyskowymi, a także bardziej zabudowanym korpusem. W latach 1955–1960 wytwarzano również wersję 2S, która była modelem S z wbudowanym samowyzwalaczem. Również od tej wersji zaczęto dostarczać aparat z obiektywem Industar 50 3.5/50.

### Zorkij 3
Model 3 (produkowany od 1951) wprowadził znaczące zmiany. Zwiększono zakres czasów otwarcia migawki, od 1 sekundy, do 1/1000 sekundy. Unowocześniono tył aparatu (zamieniono system zaczerpnięty z Leica w którym wyłącznie spód był zdejmowany, na demontowaną całą tylną obudowę komory), ułatwiając wymianę filmu, oraz sprzężono dalmierz z wizjerem. Model 3M (w produkcji od 1954), różnił się pokrętłem ustawiania czasów otwarcia migawki. Produkcję obu aparatów, zakończono w 1956 roku.

### Zorkij 4
W latach 1951-1956 produkowano przejściowy model, Zorkij 3S. Od poprzednika różnił się wyglądem, oraz dodanym gniazdem synchronizacji z lampą błyskową. W 1956, do produkcji trafił właściwy model 4, który wniósł do konstrukcji samowyzwalacz. Aparat posiadał wymienne obiektywy z gwintem 39x1, kompatybilnym z Leica. Sprzedawany był z obiektywem Jupiter-8 1:2/50 lub Industar-50 1:3,5/50. Wyposażono go w migawkę płócienną, szczelinową o przebiegu poziomym,  synchronizowaną z lampą błyskową przy czasie 1/30 s. Wizjer lunetkowy z powiększeniem pola obrazu był sprzężony z dalmierzem, a także wyposażony w korektę ostrości wzroku. Aparat był produkowany w ogromnym nakładzie (ponad 1 700 000 sztuk) i jako pierwszy model trafił masowo na eksport. W 1973 wdrożono do produkcji model 4K, w którym pokrętło naciągu migawki i filmu zastąpiono wygodniejszą dźwignią szybkiego naciągu. Produkcję Zorkij 4K, zakończono w 1980 roku.

### Mir
Uproszczona wersja aparatu Zorkij 4, pozbawiona możliwości używania czasów otwarcia migawki w przedziale 1-1/15 oraz 1/1000 sekundy, wyposażana fabrycznie w obiektyw Industar 50, zamiast Jupitera 8. Produkowana w latach 1959-1961.

### Zorkij 5/6
W 1958, rozpoczęto produkcję modelu 5, stanowiącego alternatywny wariant uboższy, wobec flagowego modelu 4. Aparat był pochodną Zorkij S, nie posiadał tak szerokiego zakresu czasów migawki jak model 4, oraz zdejmowanego tyłu korpusu do wymiany filmu, oraz samowyzwalacza. W porównaniu do modelu S. posiadał zmodernizowany wygląd, złącza do dwóch typów lamp, a także scalony wizjer z dalmierzem, pamiętnik czułości negatywu oraz wygodną dźwignię przesuwu filmu i naciągu migawki. W 1959, zastąpiono go Zorkij 6, który posiadał samowyzwalacz oraz zdejmowaną tylną pokrywę komory filmu. Model 6, produkowano do 1966 roku.

### Zorkij 10
W 1964, do produkcji wdrożono model 10, będący wysoce zautomatyzowaną konstrukcją. Parametry ekspozycji (czas otwarcia centralnej migawki, przysłona) ustalał on na podstawie wskazań światłomierza selenowego, umieszczonego wokół obiektywu niewymiennego Industar 63. Ostrość można było ustawić za pomocą dalmierza w modelu 10; model 11 różnił się tylko jego brakiem. W 1967, dołączono do oferty model 12, używający kaset Agfa Rapid/ORWO SL, zamiast tradycyjnych ładunków typu 135. Wszystkie aparaty serii 10, wyróżniały się nowoczesnym, minimalistycznym wzornictwem. Wszystkie elementy sterujące pracą aparatu, przeniesiono na obiektyw (samowyzwalacz, tryb automatyczny, czas B, dalmierz) oraz na spód (dźwignia naciągu, zwijania powrotnego, licznik klatek), na górze konstrukcji pozostawiając jedynie mocowanie lampy błyskowej, oraz napis z nazwą urządzenia. Produkcję zakończono w 1977 roku.  